# 荻原茂
荻原 茂（おぎはら しげる、1941年1月9日 - ）は、日本の実業家。名港海運代表取締役社長や、東海港運協会会長、名古屋港運協会会長等を務めた。

## 人物・経歴
愛知県出身。1965年京都大学卒業、名港海運入社。国際畑を歩み、1993年取締役東京支店長に昇格。1998年常務取締役。2001年専務取締役。2004年取締役副社長。2007年から代表取締役社長を務め、業務拡大を進めた。2012年東海港運協会会長。2013年取締役相談役。名古屋港湾福利厚生協会副理事長、名古屋港運協会会長等も務めた。